# Ноокат
Ноокат (кирг. Ноокат) — город в Кыргызстане, административный центр Ноокатского района Ошской области.

## География
Город расположен в северо-восточной части Ошской области, в 43 км юго-западнее областного центра города Ош. Ближайшая железнодорожная станция расположена в городе Ош на расстоянии 46 км от города. Расстояние до ближайшего аэропорта, который также расположен в городе Ош, — 48 км. Через город проходит автотрасса Ош — Баткен — Исфана.
Ноокат расположен на высоте 1302 м над уровнем моря.

## История
Согласно историческим данным, на месте города раньше было озеро. Поселение Эски-Ноокат был образовано в 1823 году, с 2003 года — город Ноокат.

## Климат
Зимний период умеренно тёплый. Весна и осень характеризуются средним выпадением осадков. Лето жаркое, с малым количеством осадков.

## Культура и спорт
В поселении «Жаны — Ноокат» есть парк под названием «Сахаба». Летом жители Кыргызстана часто посещают этот парк. Футбольная команда "Ноокат" играет во второй лиге КФС.

## Население
Население в 2009 году насчитывало 15 521 человек. На 1 января 2023 года численность населения составляла 16 118 человек.
| Год  | Численность | Численность |
| ---- | ----------- | ----------- |
| 1939 | 6851        | [ 4 ]       |
| 1959 | 9924        | [ 5 ]       |
| 1970 | 12 823      | [ 6 ]       |
| 1989 | 7173        | [ 7 ]       |
| 2009 | 14 371      | [ 8 ]       |